# Le
 Denne artikel omhandler arbejdsredskabet. Opslagsordet har også en anden betydning, se Le (flertydig).
En le er et høstredskab, som blev brugt til høslæt og siden til kornhøst. Redskabet består af et skaft med et par håndtag. Vinkelret på skaftet sidder et langt, krumt knivblad. Ved justering af håndtagene i forhold til arbejderens højde og armlængde opnås, at skæret ligger præcist: lavt nok til at få mest muligt med ved afhøstningen, og højt nok til at lebladet ikke sløves ved kontakt med sten og jord.
Nederst på skaftet kan der være et par metalstivere, som fanger det afskårne og fører det ud i venstre side, så der fremkommer et skår.
Lebladet kan hvæsses på en slibesten, men der findes en strygespån, som medbringes og benyttes under arbejdet. Den består af en flad pind på ca. 40-50 cm, som er påsmurt slibemateriale på begge sider. På Bornholm medbringes en hammer på en lille ambolt og "sajsen harras": bladet bankes tyndt. Det kræver øvelse at hvæsse og bruge en le, men når erfaringen er opnået, kan der præsteres smukt og effektivt arbejde. Det er væsentligt at lade leen glide i en bue fra højre mod venstre og undgå at "trække" den gennem strået. Det kræver, at lebladets vinkel med skaftet og dets krumning er indstillet korrekt.
I vore dage erstattes leen ofte af buskrydderen.

## Leen i kulturen
I europæisk folklore er ”Manden med leen” en personifikation af døden. Han portrætteres ofte som et kutteklædt skelet, der bærer en le på nakken.